# Suhut Nihuta Pardomuan
Suhut Nihuta Pardomuan is een bestuurslaag in het regentschap Samosir van de provincie Noord-Sumatra, Indonesië. Suhut Nihuta Pardomuan telt 581 inwoners (volkstelling 2010).